# Oligostigma bipunctalis
Oligostigma bipunctalis là một loài bướm đêm trong họ Crambidae.